# Exocelina atra
Exocelina atra är en skalbaggsart som först beskrevs av Sharp 1882.  Exocelina atra ingår i släktet Exocelina och familjen dykare. Inga underarter finns listade i Catalogue of Life.